# Alvaneu Bad
Alvaneu Bad (toponimo tedesco; in romancio Bogn d'Alvagni) è una frazione di 75 abitanti del comune svizzero di Albula, nella regione Albula (Canton Grigioni).

## Storia
Una torre appartenuta ai milites del luogo, attestata dal 1224, era ancora esistente nel 1550; lo sviluppo come stazione termale iniziò probabilmente in età romana, ma le prime citazioni risalgono al 1474 e fu rilanciata nel XVIII secolo.
Già frazione del comune di Alvaneu, il 1º gennaio 2015 è stata con questo accorpato agli altri comuni soppressi di Alvaschein, Brinzauls, Mon, Stierva, Surava e Tiefencastel per formare il nuovo comune di Albula.

## Monumenti e luoghi d'interesse

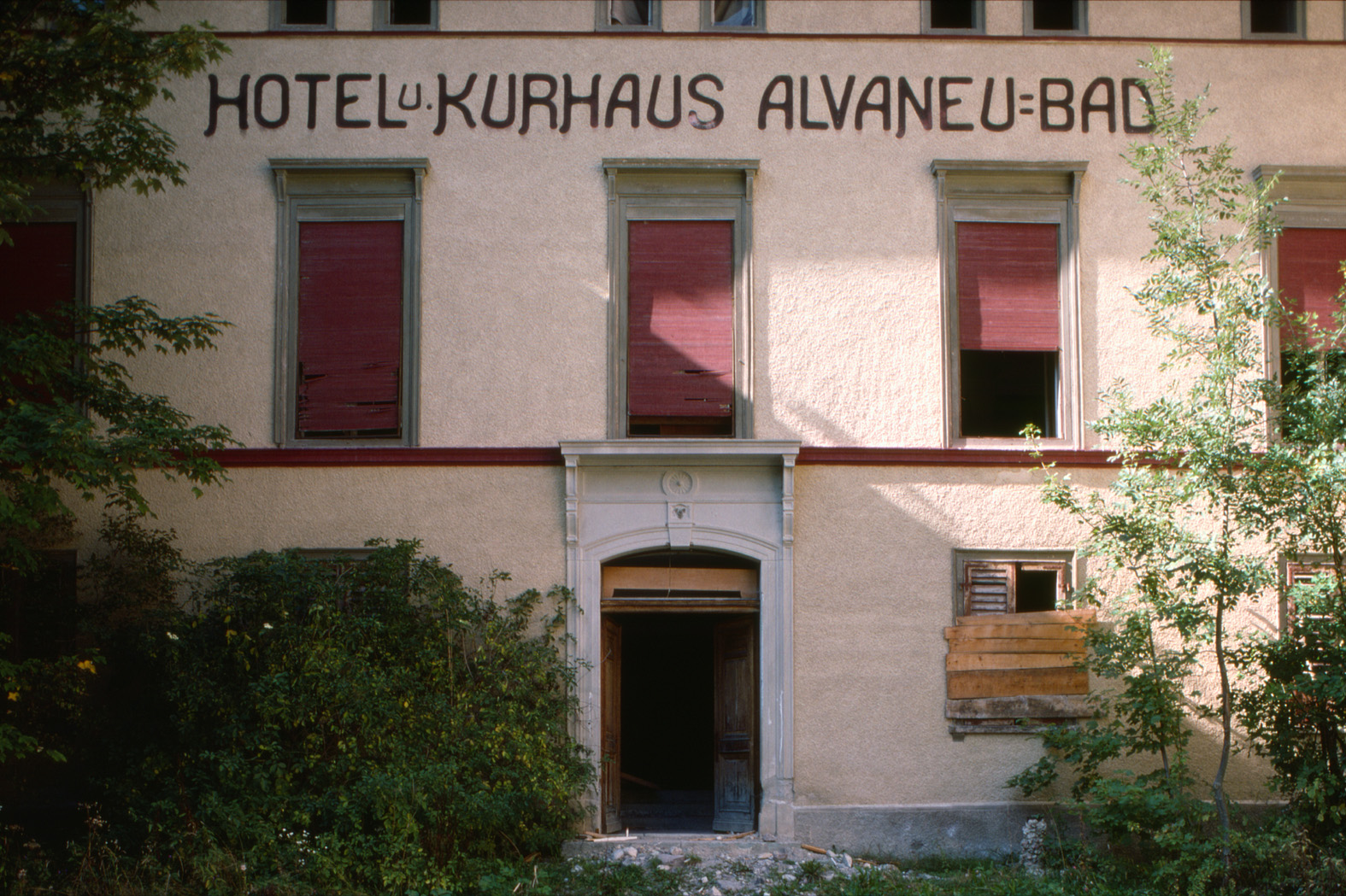
I bagni termali

- Chiesa cattolica della Santissima Trinità (fino al 1854 dei Santi Sebastiano e Rocco), eretta nel 1629-1630[1];
- Bagni termali[1].

## Società

### Evoluzione demografica
L'evoluzione demografica è riportata nella seguente tabella:
Abitanti censiti